# Tanjong (Ingin Jaya)
Tanjong is een bestuurslaag in het regentschap Aceh Besar van de provincie Atjeh, Indonesië. Tanjong telt 725 inwoners (volkstelling 2010).